# Nonyma unicolor
Nonyma unicolor är en skalbaggsart som beskrevs av Stefan von Breuning 1961. Nonyma unicolor ingår i släktet Nonyma och familjen långhorningar. Inga underarter finns listade i Catalogue of Life.